# Флаг Ставропольского края
Флаг Ставропо́льского края — официальный символ Ставропольского края. Принят 15 мая 1997 года.

## Описание
Флаг Ставропольского края представляет собой прямоугольное полотнище золотого цвета с отношением ширины к длине 2:3 с изображением на нём белого креста прямой формы. Устанавливаются следующие пропорции сторон креста к размеру полотнища: по вертикали 5,5:4,1:5,5; по горизонтали 7,5:4,5:13. В центре креста помещается цветное или монохромное, в золотом цвете, изображение герба Ставропольского края, размеры которого не выходят за пределы белого поля перекрестья. Отношение ширины флага к высоте герба 16:6. Отношение длины флага к ширине герба 25:5.

## Символизм
Золотой цвет полотнища соотносится с цветом территории края,- изображённой на гербе. Он символизирует Ставрополье, как солнечный южный регион России, край сельского хозяйства, край золотого колоса и золотого руна. Золотой цвет означает также богатство и плодородие Ставропольского края.
Белый цвет символизирует чистоту намерений, миролюбие и мудрость.
Крест отражает название краевого центра (Ставрополь — в переводе с греческого «город креста»), а от него и название Ставропольского края. Крест означает также местонахождение в Ставрополе центра православной епархии на Северном Кавказе.
Крест является символом защиты, отражает географические и природные особенности края, как территории с оригинальным расположением на границе России и Кавказа, Европы и Азии, Севера и Юга, на равном расстоянии между северным полюсом и экватором, а также между Чёрным и Каспийским морями. Четыре конца креста показывают четыре стороны света, отмечают главные направления культурных и экономических связей, в пересечении которых размещается Ставропольский край с его природно-экономическими и культурно-историческими особенностями.